# Malena Kuss
Malena Kuss (* 11. August 1940 in Córdoba) ist eine argentinische Musikwissenschaftlerin. 
Kuss war als Pianistin aktiv und kam auf Einladung von György Sándor in die USA. Sie trat auch dort als Pianistin auf und nahm in Buenos Aires Kompositionsunterricht bei Alberto Ginastera. Ab 1964 studierte sie Musikwissenschaft an der UCLA. Sie wurde Professorin für Musikwissenschaft an der University of North Texas und profilierte sich als Expertin für zeitgenössische lateinamerikanische Musik. Sie veröffentlichte mehr als einhundert Schriften. Von 1984 bis 1988 arbeitete sie an den Libraries, History, Diplomacy, and the Performing Arts: Essays in Honor of Carleton Sprague Smith und 2004 bzw. 2007 erschien die zweibändige Enzyklopädie Música en Latinoamérica y el Caribe. Seit dem Tod Barry S. Brooks 1997 betreut sie als dessen Nachfolgerin das Projekt des Internationalen Musikrates der UNESCO The Universe of Music. Kuss war Vizepräsidentin der International Musicological Society.